# De showbizzbeesten
De showbizzbeesten is het tweede album in de stripreeks van W817. Het is scenario is geschreven door Hec Leemans en het album is getekend door Luc Van Asten en Wim Swerts. De strip werd in 2003 uitgegeven door Standaard Uitgeverij.

## Het verhaal
Wanneer Jasmijn mag deelnemen aan 'Idool 3002' wil iedereen meegaan naar de gebouwen van 'Tetternet' om te gaan kijken hoe het er in het echt uitziet. Ze worden door Zoë meegenomen op rondleiding want zij werkt daar als poetsvrouw. Zo verknallen ze onder meer de opname van 'Als het boek niet goed is maken we er wc-papier van' en zetten ze de hele studio onder water. Opeens probeert de hele bende te solliciteren voor een baan bij de televisie en dat loopt niet zo goed af.

## Hoofdpersonages
- Jasmijn De Ridder
- Akke Impens
- Zoë Zonderland
- Carlo Stadeus
- Birgit Baukens
- Tom Derijcke
- Steve Mertens

## Gastpersonages
- Koen Kokhals
- Tom van Sinnekloos
- Herman Mechelmans
- Coco (Aap)
- Minoes (Luiaard)
- Monty (Slang)
- Kris Crucke
- Koen Crucke
- Puffy Pink
- Vanessa

## Trivia
- Het personage Tom van Sinnekloos is gebaseerd op Tom van Quickenborne.
- Het personage Herman Mechelmans is gebaseerd op Herman Brusselmans.
- Het personages Koen en Kris Crucke zijn gebaseerd op Koen en Kris Wauters met de naam Koen Crucke.